# Sebastiania
Sebastiania là một chi thực vật có hoa trong họ Đại kích, gồm khoảng 100 loài. Đây là các cây bụi được tìm thấy ở những vùng nhiệt đới và ấm.

## Các loài
Chi này gồm các loài:
- Sebastiania alpina
- Sebastiania bicalcarata
- Sebastiania crenulata
- Sebastiania fasciculata
- Sebastiania fruticosa
- Sebastiania howardiana
- Sebastiania huallagensis
- Sebastiania ligustrina
- Sebastiania palmeri
- Sebastiania pavoniana
- Sebastiania spicata

## Đồng nghĩa
- Clonostachys Klotzsch
- Cnemidostachys Mart.
- Elachocroton F.Muell.
- Gussonia Spreng.
- Microstachys A.Juss.
- Sarothrostachys Klotzsch
- Tragiopsis H.Karst.